# (19992) Schönbein
19992 Schonbein (1990 TS9) – planetoida z pasa głównego asteroid okrążająca Słońce w ciągu 4,5 lat w średniej odległości 2,72 j.a. Odkryta 10 października 1990 roku.